# فلت آیرون (ایندیانا)
فلت آیرون (به انگلیسی: Flat Iron) یک منطقهٔ مسکونی در ایالات متحده آمریکا است که در شهرستان ورمیلیون، ایندیانا واقع شده‌است. فلت آیرون ۱۸۸ متر بالاتر از سطح دریا واقع شده‌است.